# Омнијум
Омнујум (енгл. Omnium), од латинске ријечи Omni (која значи припадати свима), такмичење је у бициклизму на писти, које се састоји из више дисциплина. Историјски, омнијум је имао више формата, а термин се користи и у друмском бициклизму, како би описали трке на којима се налазе три главне дисциплине: Индивидуални хронометар, групни старт и критеријум.

## Историја
На Свјетском првенству, омнијум је уведен 2007. за мушкарце и 2009. за жене, као формат од пет различитих дисциплина на писти. Године 2010, UCI је увео елиминациону трку, а дужине дисциплина су повећане, како би возачи морали да се такмиче у издржљивости.
Омнијум се нашао на Олимпијским играма 2012, гдје је замијенио три дисциплине које су до тада биле засебне на Играма: дохватну вожњу индивидуално, трку на поене и индивидуални хронометар. Промјене је критиковала Ребека Ромеро, која није могла да брани златну медаљу у дисциплини дохватна вожња индивидуално.

## Тренутне дисциплине омнијума
Од јуна 2014. до краја 2016, у оквиру омнијума вожено је шест различитих дисциплина, које су одржаване у два дана:
1. Скреч трка
2. Дохватна вожња индивидуално
4,000 метара за мушкарце, 3,000 метара за јуниоре и жене, 2,000 mметара за јуниорке
3. Елиминациона трка
4. индивидуални хронометар
1 km за мушкарце, 500 метара за жене[6]
5. Летећи круг (против сата)
6. Трка на поене
40 km за мушкарце, 25 km за жене, 25 km за јуниоре, 20 km за јуниорке

За првих пет дисциплина, побједници су добијали по 40 поена, другопласирани 38, а трећепласирани 36. Возачи од 21 мјеста до краја, добијали су по један поен. У трци на поене, возачи су и добијали поене и губили их од укупног броја које су сакупили на првих пет дисциплина, у зависности од освојених и изгубљених кругова и поена освојених у спринту.
Године 2017, формат је промијењен, уклоњене су дисциплине хронометар на писти, дохватна вожња индивидуално и летећи круг, додата је трка на темпо, док је трка на поене измијењена, а трајање је смањено на један дан.
1. Скреч трка
10 km за мушкарце, 7.5 km за жене и јуниоре, 5 km за јуниорке
2. трка на темпо
10 km за мушкарце, 7.5 km за жене и јуниоре, 5 km за јуниорке
3. Елиминациона трка
2 круга за спринт на стази од 250 метара
4. Трка на поене
25 km за мушкарце, 20 km за жене и јуниоре, 15 km за јуниорке

Побједник омнијума је возач који сакупи највећи број поена након свих дисциплина. У случају да су два возача изједначена по броју поена на крају такмичења, побједник је возач који је био боље пласиран у спринту на последњој дисциплини — трци на поене.
Возач мора да заврши сваку дисциплину или ће се у супротном завршити такмичење на последњем мјесту.

## Омнијум у друмском бициклизму
Омнијум у друмском бициклизму садржи индивидуални хронометар, критеријум и групни старт друмске етапе. Обично се одржава викендом или радним данима, у трајању од 2—3 дана. Најбоље пласирани возачи на свакој дисциплини добијају поене, а побједник је возач са највећим бројем поена. Возачи морају да учествују у свакој дисциплини како би се борили за побједу.